# P-Square

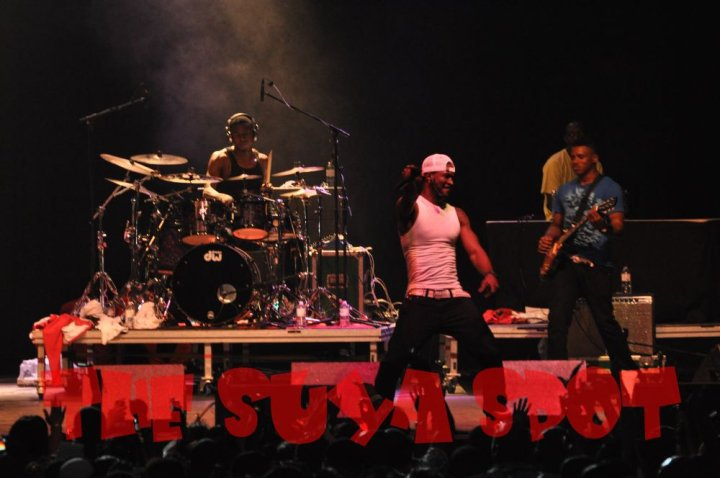
P-Square

P-Square (deutsch: P-Quadrat oder P2) ist ein nigerianisches R&B- und Afro-Hip-Hop-Duo, das aus dem in Lagos geborenen Zwillingspaar Peter und Paul Okoye besteht. Die Zwillinge stammen aus Ifite Dunu im Bundesstaat Anambra und gehören dem Igbo-Stamm an.

## Entwicklung
Die Geschichte von P-Square begann im St. Murumba College, einer kleinen katholischen Schule in Jos, Nigeria. Die Zwillinge Peter und Paul Okoye traten der Musik- und Theatergruppe der Schule bei und begannen zu singen, zu tanzen und Songs von MC Hammer, Bobby Brown und Michael Jackson zu imitieren. Später gründeten sie unter dem Namen MMMPP (M Clef a.k.a Itemoh, Michael, Melvin, Peter and Paul) ein A-cappella-Quartett. Inspirationen bekamen sie von ihrem Vorbild Michael Jackson. Sie lernten Breakdance und gründeten 1997 die Schülerband Smooth Criminals. Ihr artistisches Talent und die präzisen Tänze machten sie schnell in Jos bekannt, wo sie häufiger auftraten.
1999 kehrten Peter und Paul Okoye zurück zur Musikschule, um ihre Fähigkeiten am Keyboard, Schlagzeug, Bass und der Rhythmus-Gitarre zu verbessern. Dabei entstanden einige Film-Soundtracks wie Tobi, Mama Sunday, Moment of Bitterness oder Evas River. Im gleichen Jahr begannen sie an der University of Abuja ein Studium der Betriebswirtschaftslehre.
Die Smooth Criminals lösten sich auf, als ihre Mitglieder sich an verschiedenen Universitäten immatrikulierten. In der Folge gründeten die Okoye-Zwillinge ihre eigene Gruppe, die unter den wechselnden Namen Double P, P&P und Da Pees auftrat, bis sie sich schließlich auf P-Square festlegten. Sie wurden von Bayo Odusami alias Howie T gemanagt, einem Konzertveranstalter.
2001 gewannen P-Square den „Grab Da Mic“-Wettbewerb, und Benson & Hedges sponserte ihr Debütalbum Last Nite. 2005 brachte P-Square ihr zweites Album Get Squared in ihrem eigenen Label Square Records heraus. 2007 veröffentlichten sie ihr drittes Album Game Over, das sich weltweit acht Millionen Mal verkaufte. 2009 veröffentlichte P-Square ihr viertes Album Danger, auf dem sie mit 2Face Idibia, J Martins und Frenzy zusammenarbeiten.
2010 gewannen sie den mit einer Million Dollar dotierten Kora Award.

## Produktions- und Sampling-Kontroverse
P-Square produziert überwiegend im eigenen Haus. Dabei sampeln sie mehrfach westliche Songs und Hits. Die Samples sind dabei jedoch nicht einfache Ausschnitte aus Songs, die direkt in eigene Songs eingefügt werden, sondern rekonstruierte Schlagzeugmuster, Akkordfolgen oder Texte der gesampelten Songs.
In einigen ihrer Songs lassen sich Samples anderer Songs wiederfinden:
- Album: Get Squared
  - Temptation (enthält Elemente von Marques Houston ft Joe Budden – Clubbin’)
  - Get Squared (enthält Elemente von Usher ft Lil Jon & Ludacris – yeah)
  - Story (enthält Elemente von R. Kelly – I Wish)
  - Bizzy Body (enthält Elemente von Sean Paul – Gimme the Light)

- Album: Game Over
  - Still that Special Man (enthält Elemente von Craig David – Rendezvous)

- Album: Danger
  - Danger (enthält Elemente von Eminem – Without me)
  - Bye Bye (enthält Elemente von Usher – I Can’t Win)
  - Super Fans (enthält Elemente von Bobby Valentino – Anonymous)
  - Who dey here (enthält Elemente von Faze – Originality)

## Diskographie
- 2003: Last Nite
- 2005: Get Squared
- 2007: Game Over
- 2009: Danger
- 2011: The Invasion

## Auszeichnungen

### Auszeichnungen
- 2003: Amen Award als Beste R&B-Gruppe
- 2006: Hip Hop World Awards – Bestes R&B Album (Get Squared)[1]
- 2006: Hip Hop World Awards – Bestes Musikvideo (Get Squared)
- 2006: Hip Hop World Awards – Album des Jahres (Get Squared)
- 2006: Hip Hop World Awards – Song des Jahres (Bizzy Body)
- 2006: City Mag 9th Awards Show – Beste Hip-Hop-Gruppe[2]
- 2006: Nigerian Music Awards (NMA) – Album des Jahres (Get Squared)[3]
- 2006: Nigerian Music Awards (NMA) 2006 – Musikvideo des Jahres (Get Squared)
- 2007: Channel O Music Video Awards – Bestes Duo oder Gruppe[4]
- 2008: Channel O Music Video Awards – Bestes Duo oder Gruppe[5]
- 2008: Channel O Music Video Awards – Video des Jahres (Do Me)[5]
- 2008: MTV Africa Music Awards 2008 – Beste Gruppe[6]
- 2009: MTV Africa Music Awards 2009 – Beste Gruppe[7]
- 2010: KORA All African Music Awards – Künstler des Jahres
- 2010: KORA All African Music Awards – Bestes Video

### Nominierungen
- 2003: Kora Awards – Nachwuchskünstler[8]
- 2006: MOBO Awards – Best African Act[9]
- 2008: MOBO Awards – Best African Act
- 2008: MTV Africa Music Awards 2008 – Best Live Performer[10]
- 2008: MTV Africa Music Awards 2008 – Best Video[10]
- 2008: MTV Africa Music Awards 2008 – Artist of the Year[10]
- 2008: MTV Africa Music Awards 2008 – Best R&B[10]
- 2009: MTV Africa Music Awards 2009 – Best Performer[11]
- 2010: BET Awards – Best International Act